# Pit van Loo

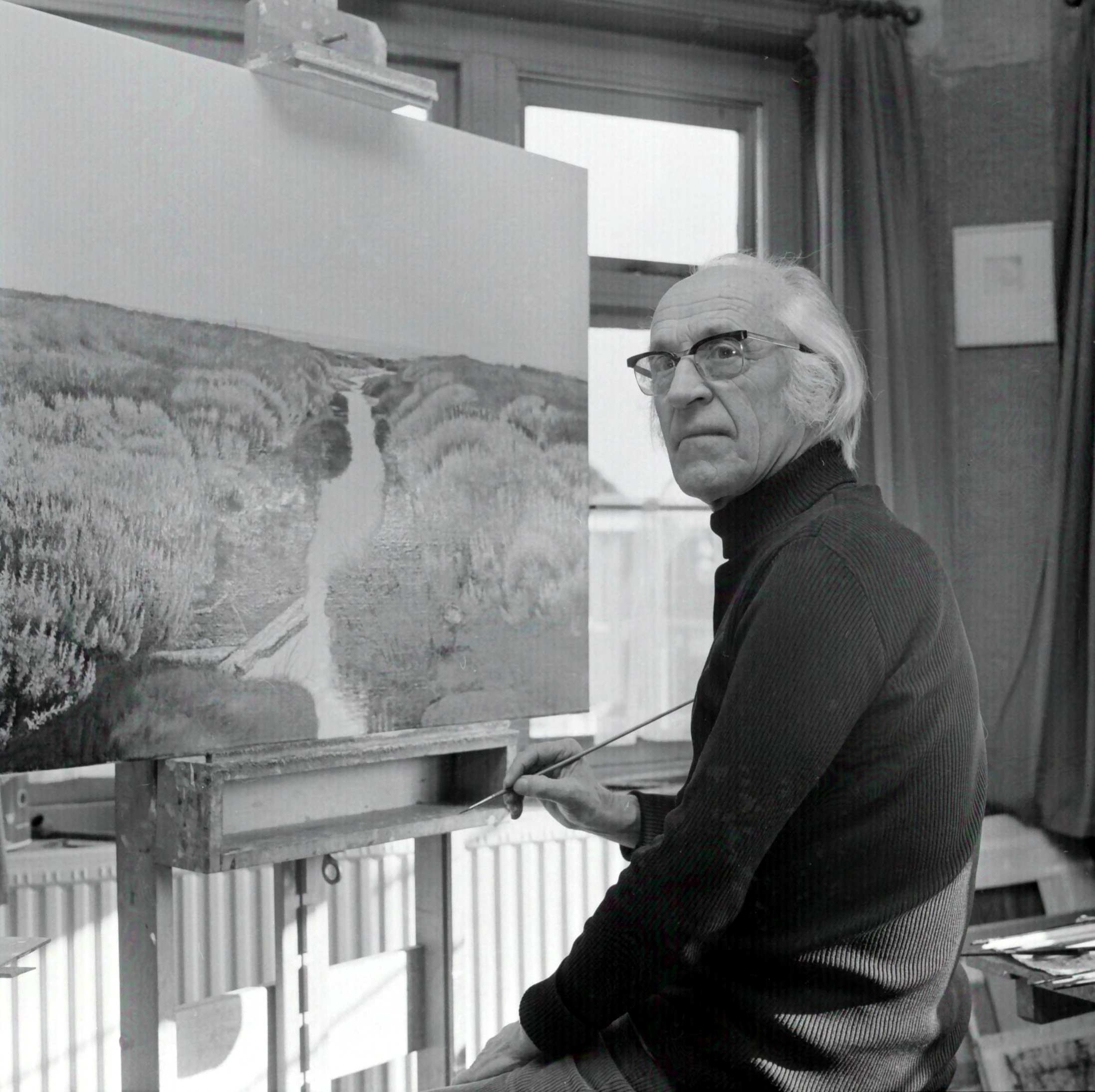
Schilder en architect Pit van Loo, 1974

Pieter (Pit) van Loo (Winsum, 18 april 1905 - Haren, 25 juni 1991) was een Nederlands architect en kunstschilder. De naam Pit voerde Van Loo al tijdens zijn studententijd en was ontleend aan de Driekoningentriptiek van Felix Timmermans.

## Leven en werk
Van Loo studeerde bouwkunde aan de Technische Hogeschool van Delft. Na zijn afstuderen in 1931, ging hij aan het werk bij een architect in Groningen. In 1939 richtte hij zijn eigen bouwkundig bureau op.
Tijdens de Tweede Wereldoorlog was Van Loo actief in het verzet voor de illegale pers. Eind 1944 werd hij opgepakt en voor verhoor overgebracht naar het Scholtenhuis, waar hij vier weken heeft gezeten voor hij werd weggevoerd naar Duitsland. Na de bevrijding keerde hij terug naar Groningen. Hij werd er voor de A.R.P. wethouder van Sociale Zaken en Stadsbezittingen (1946-1958).
Als architect was Van Loo na de oorlog betrokken bij de wederopbouw. Samen met Sikke van der Mei ontwierp hij in deze periode veel kerkgebouwen in en rond Groningen en in de Noordoostpolder. Daarnaast ontwierp hij onder andere het Gedenkteken voor alle gevallen slachtoffers in bezettingstijd voor Zevenhuizen, waarop een beeld werd geplaatst van Wladimir de Vries.
In 1958 trok Van Loo zich terug uit de gemeentelijke politiek om zich meer te kunnen wijden aan tekenen en schilderen. Hij wordt wel gerekend tot de Nieuwe Realisten. Hij was lid van de Groninger kunstenaarsvereniging De Ploeg. Van Loo verzamelde ook kunst; een deel van zijn nalatenschap van Ploegkunst is geschonken aan de Stichting De Ploeg, die nauw samenwerkt met het Groninger Museum.

## Werken (selectie)

### Architectuur
- Viaductflat (1952), Groningen (gezamenlijk ontwerp met Groninger architectenbureau Nijhuis en Reker)
- Het Anker (1955), gereformeerde kerk (vrijgemaakt) in Marknesse
- De Kandelaarkerk aan de Hamburgerstraat in Groningen (1962–63) (gezamenlijk ontwerp met Sikke van der Mei)

## Afbeeldingen

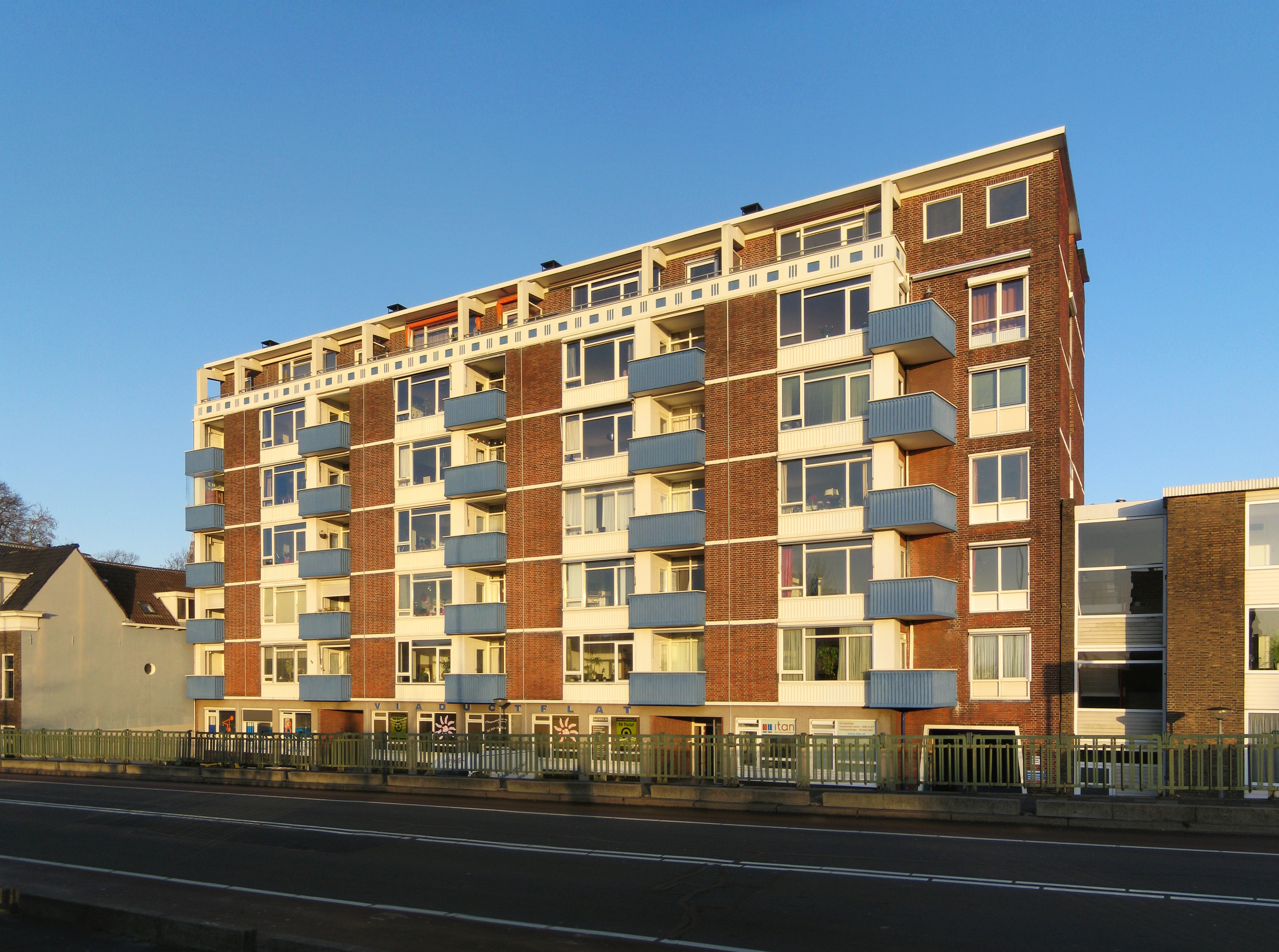
De Viaductflat (1952), Groningen (foto: 2011)
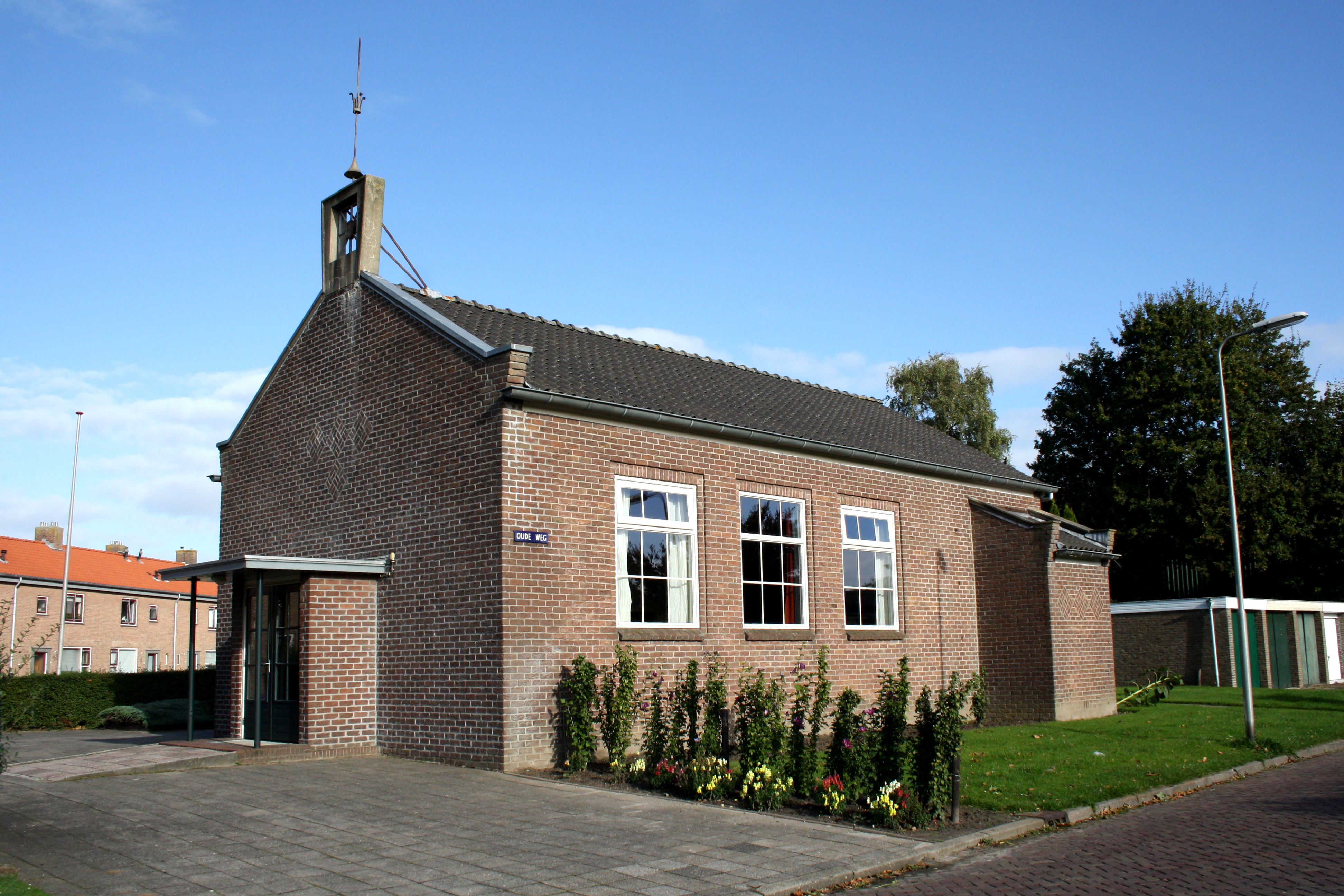
Het Anker (1955), Marknesse (foto: 2012)
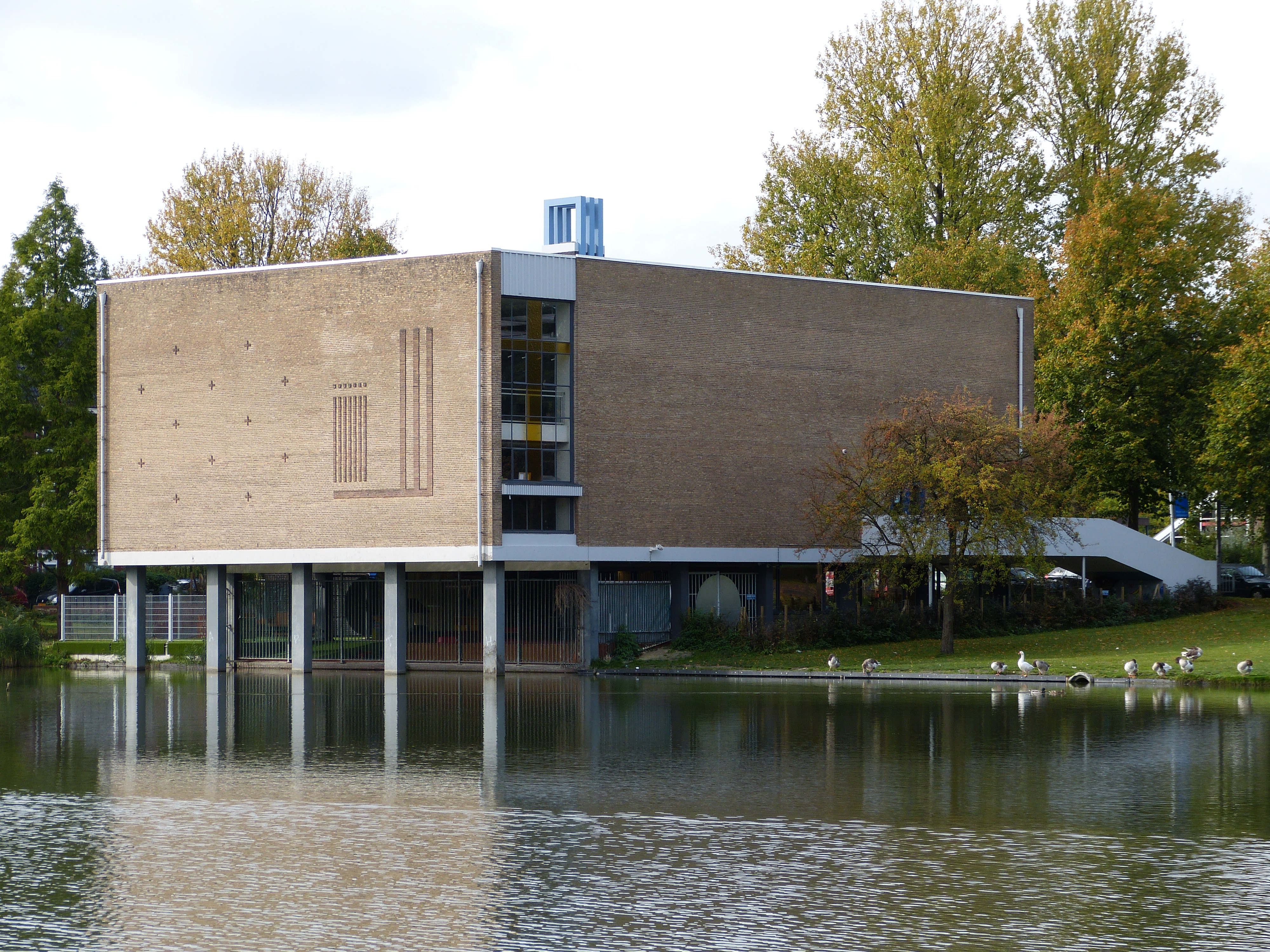
Kandelaarkerk (1962–63), Groningen (foto: 2012)